# Stephan Feck
Stephan Feck (né le 17 février 1990 à Leipzig) est un plongeur allemand.

## Palmarès
- Championnats d'Europe de natation 2010 à Budapest :
  -  Médaille d'argent du plongeon synchronisé à 3 m (avec Patrick Hausding).
- Championnats d'Europe de plongeon 2011 à Turin :
  -  Médaille d'argent du plongeon synchronisé à 3 m (avec Patrick Hausding).
- Championnats d'Europe de natation 2012 à Debrecen
  -  Médaille d'argent du plongeon synchronisé à 3 m (avec Patrick Hausding).
- Championnats d'Europe de plongeon 2013 à Rostock :
  -  Médaille d'argent du plongeon synchronisé à 3 m (avec Patrick Hausding).